# August Landmesser

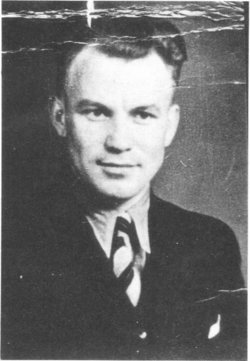
August Landmesser, 1936

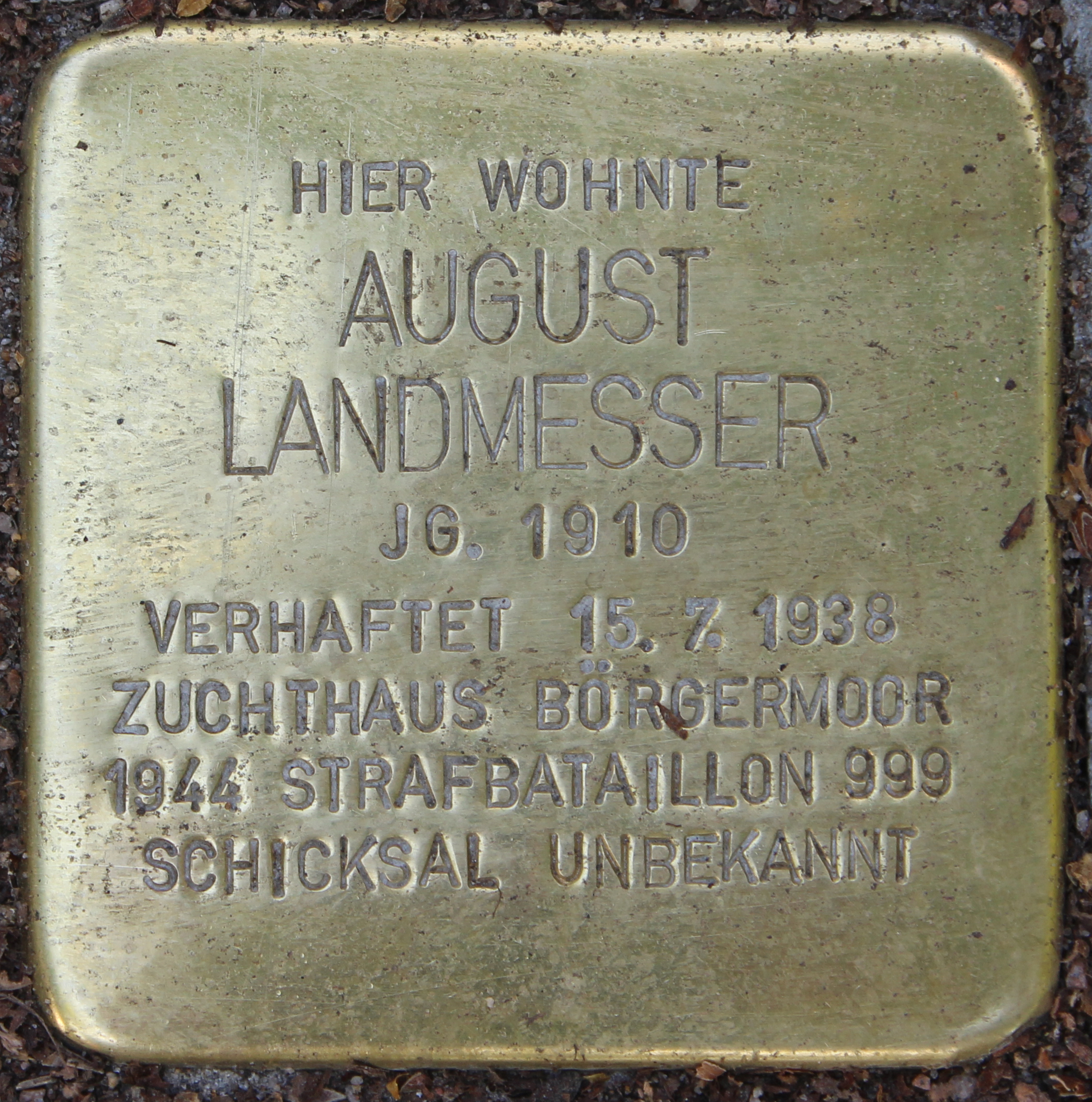
Stolperstein zu Ehren von August Landmesser

August Friedrich Landmesser (* 24. Mai 1910 in Heidrege, einem Ortsteil von Moorrege, Kreis Pinneberg bei Hamburg; † 17. Oktober 1944 nahe Ston, Halbinsel Pelješac, Unabhängiger Staat Kroatien; 1949 für tot erklärt mit Sterbedatum 1. August 1949) war ein deutscher Arbeiter und NS-Opfer.

## Biografie
August Landmesser war das einzige Kind von August Franz Landmesser und Wilhelmine Magdalene, geb. Schmidtpott. In erster Ehe war er verheiratet mit der 1907 geborenen Wunibalda Grundmann, eine gemeinsame Tochter wurde 1929 in Heidrege geboren. Er trat zum 1. April 1931 zusammen mit seinen Verwandten mütterlicherseits in die NSDAP ein (Mitgliedsnummer 506.962) und wurde zum Januar 1937 wegen „unbekannten Aufenthalts“ aus der NSDAP-Mitgliederliste gestrichen.
Landmesser verlobte sich 1935 mit der 1913 geborenen Jüdin Irma Eckler. Auf Grund der – eigentlich erst einen Monat später in Kraft tretenden – Nürnberger Rassengesetze wurde das Aufgebot zur Eheschließung vom Hamburger Standesamt im August 1935 nicht mehr angenommen. Aus der Beziehung entstanden zwei Töchter, Ingrid (* 29. Oktober 1935) und Irene (* 6. August 1937).
Landmesser versuchte Anfang Juli 1937, illegal nach Dänemark überzusiedeln. Er wurde dabei festgenommen und kam für kurze Zeit in Haft. Dabei wurde die zweite Schwangerschaft von Irma Eckler bekannt, und gegen Landmesser wurde noch im Juli 1937 ein Verfahren wegen „Rassenschande“ eingeleitet. Er wurde am 15. September 1937 zur Untersuchungshaft in die Strafanstalt Fuhlsbüttel in Hamburg verbracht. Im Prozess konnte Landmesser jedoch glaubhaft vorbringen, dass weder er noch Irma Eckler gewusst hätten, dass sie „Volljüdin“ war, und er wurde am 27. Mai 1938 mangels Beweisen freigesprochen mit der Warnung, im Wiederholungsfall mit einer mehrjährigen Zuchthausstrafe rechnen zu müssen.
Trotzdem führte Landmesser die Beziehung mit Irma Eckler weiter und zeigte sich mit ihr auch in der Öffentlichkeit. Daraufhin wurde er am 15. Juli 1938 erneut festgenommen, im anschließenden Verfahren zu zweieinhalb Jahren Zuchthaus verurteilt und ins Strafgefangenenlager I Börgermoor im Emsland verbracht.
Drei Tage nach Landmesser wurde auch Irma Eckler wegen „Rassenschande“ von der Gestapo in sogenannte Schutzhaft genommen und in die Strafanstalt Fuhlsbüttel eingeliefert. Von dort aus wurde sie in das Frauenkonzentrationslager Lichtenburg und, nach dessen Schließung im Mai 1939, in das Frauenkonzentrationslager Ravensbrück verlegt. Von Irma kamen aus dem KZ noch einige wenige Briefe bis zum Januar 1942, die auf eine wachsende Entfremdung von Landmesser hinweisen. Es wird vermutet, dass Irma Eckler im Februar 1942 in die Tötungsanstalt Bernburg bei Dessau gebracht und dort – wie über 14.000 andere Häftlinge – ermordet wurde. Am 20. Dezember 1949 wurde Irma Eckler vom Amtsgericht Hamburg-Altona für tot erklärt, mit Todesdatum 28. April 1942.
Am 19. Januar 1941 wurde Landmesser entlassen und arbeitete von da an als Vorarbeiter in der Warnemünder Filiale des Transportunternehmens Püst. Im Februar 1944 wurde er in das Bewährungsbataillon XIX/999, 3. Kompanie mit Feldpostnummer 39418D eingezogen, wo er nach Kampfhandlungen in Kroatien vermisst wurde und vermutlich am 17. Oktober 1944 bei Absetzbewegungen nahe Ston fiel. 1949 wurde er vom Amtsgericht Rostock mit Todesdatum 1. August 1949 für tot erklärt. Im Sommer 1951 wurde die Ehe von August Landmesser und Irma Eckler vom Hamburger Senat anerkannt. Im Herbst desselben Jahres erhielten Ingrid und Irene den Nachnamen des Vaters. Irene nannte sich jedoch weiterhin Eckler.

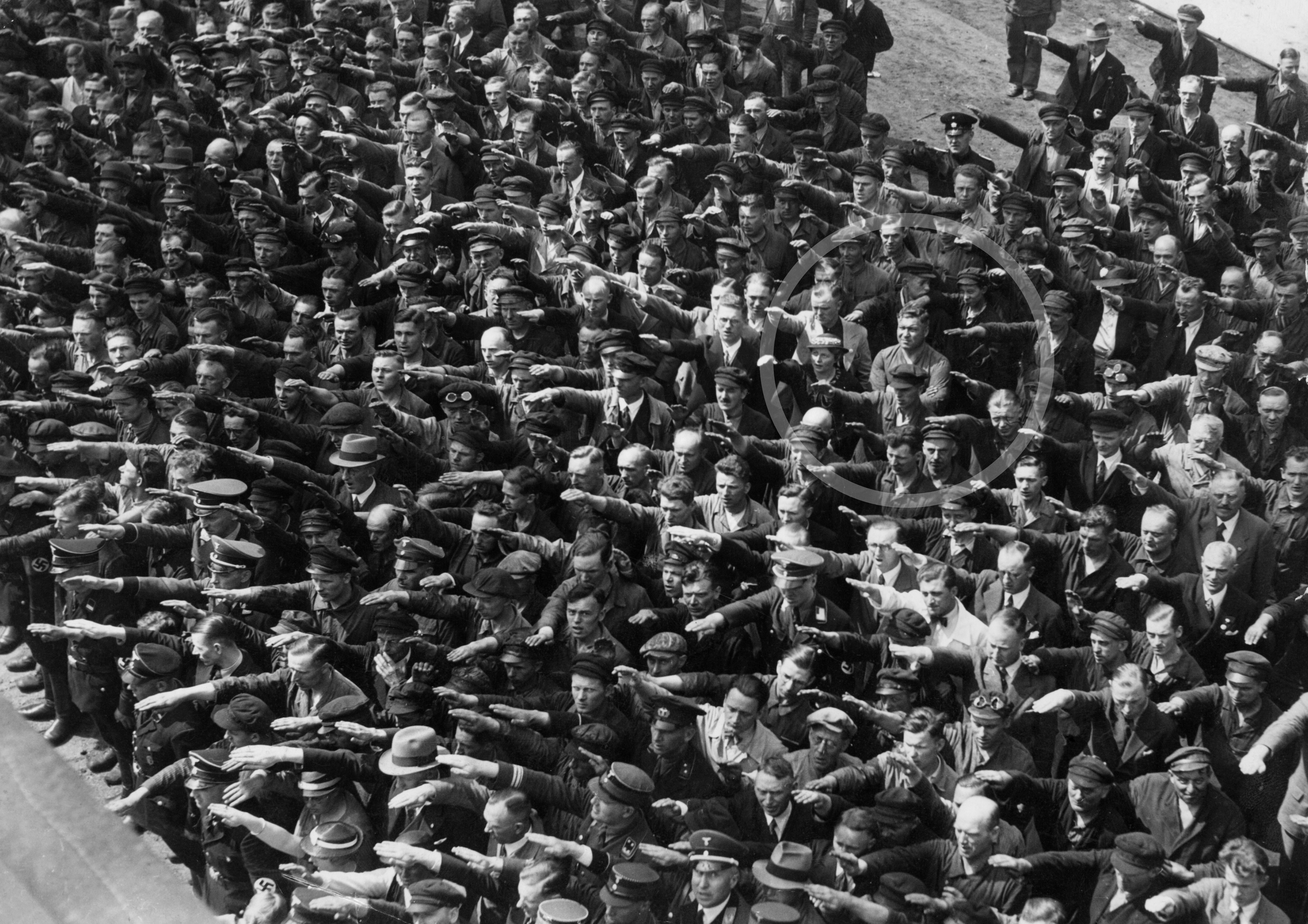
Das Bild, welches eventuell August Landmesser zeigt

Die Kinder Ingrid und Irene wurden vorerst in das städtische Waisenhaus eingeliefert. Die Großmutter mütterlicherseits erreichte schließlich, dass Ingrid bei ihr leben durfte, während Irene zunächst im Waisenhaus verbleiben musste, bevor sie 1951 zu Pflegeeltern kam. Nach dem Tod der Großmutter 1953 kam auch Ingrid zu Pflegeeltern. Sie wurde gelernte Verkäuferin, Irene erst Buchhändlerin, dann Lehrerin.
Es existiert ein Foto, auf dem eine Menschenmasse den Hitlergruß zeigt. Eine Person verweigert diesen jedoch und verschränkt ihre Arme. Die Identität dieses Mannes ist nicht mit absoluter Sicherheit geklärt. In der Berliner Ausstellung „Topographie des Terrors“ wird im Erläuterungstext zu dem Foto davon ausgegangen, dass es sich dabei eventuell um August Landmesser handeln könnte. Möglicherweise handelt es sich bei dem Mann auf dem Foto um den zur Zeit der Aufnahme 1936 bei Blohm und Voss in Hamburg beschäftigten Schlosser Gustav Wegert, der aus religiöser Überzeugung den Hitlergruß verweigerte.

## Rezeption
1996 veröffentlichte Irene Eckler das Sachbuch Die Vormundschaftsakte über die Geschichte ihrer Familie. Das Sachbuch enthält zahlreiche Dokumente aus der fraglichen Zeit, von privaten Briefen der Mutter bis hin zu Dokumenten von staatlichen Einrichtungen.